# Rolf Becker
 (janvier 2022).
Si vous disposez d'ouvrages ou d'articles de référence ou si vous connaissez des sites web de qualité traitant du thème abordé ici, merci de compléter l'article en donnant les références utiles à sa vérifiabilité et en les liant à la section « Notes et références ».
Rolf Becker, né le 31 mars 1935  à Leipzig, est un acteur allemand. Il est par ailleurs, le père de l'acteur Ben Becker et de l'actrice et chanteuse Meret Becker.

## Filmographie partielle

### Films
- 1999 : La Chanson du sombre dimanche

### Séries télévisées
- 1975 : Les Grands Détectives de Jean-Pierre Decourt : (épisode : Le Signe des quatre : Sherlock Holmes
- 1979 : Derrick : Lena (Lena)
- 1980 : Derrick : La tentative (Auf einem Gutshof)
- 1981 : Derrick : L'heure du crime (Die Stunde der Mörder)